# Frank Murphy (tyczkarz)
Frank Dwyer Murphy (ur. 21 września 1889 w Chicago, zm. 11 czerwca 1980 w Urbanie) – amerykański lekkoatleta specjalizujący się w skoku o tyczce, uczestnik letnich igrzysk olimpijskich w Sztokholmie (1912), brązowy medalista olimpijski w skoku o tyczce.

## Sukcesy sportowe
- wicemistrz Stanów Zjednoczonych w skoku o tyczce (1913)[1]
- zwycięzca amerykańskich eliminacji olimpijskich w skoku o tyczce (1912)

| Rok  | Miasto    | Zawody               | Konkurencja   | Wynik         |
| ---- | --------- | -------------------- | ------------- | ------------- |
| 1912 | Sztokholm | Igrzyska olimpijskie | skok o tyczce | brązowy medal |

## Rekordy życiowe
- skok o tyczce – 3,81 (1912)